# 蘇麗文
蘇麗文（1980年12月13日—）是台灣跆拳道選手，擅長滑步旋踢、前踢下壓，出生於臺北縣泰山鄉（現新北市泰山區）。

## 生平
蘇麗文就讀台北縣明志國小三年級時加入跆拳道館，成為知名教頭李錫添學生。1995年，蘇麗文將戶籍遷至金門縣，成為金門酒廠的贊助選手，並接受酒廠每月提供的營養費，開始代表金門南北征戰。1998年，獲全國中正盃金牌。1999年，當選世界跆拳道錦標賽國手並獲全國大專校院運動會金牌，拿下為數可觀的國際賽獎牌。於2005年世界跆拳道錦標賽，在女子輕量級決賽疑因判決不公，最終僅獲得銀牌。

### 2008年北京奧運
在2008年夏季北京奧運中，蘇麗文代表中華台北在女子57公斤級出賽，在第一戰中就左膝受傷，敗給金牌得主南韓選手林秀貞。南韓選手在複賽獲勝晉級，使蘇麗文取得復活賽資格，出戰紐西蘭選手。
走路已經跛行的蘇麗文強忍傷痛上場，幾次不支倒地卻爬起再戰，獲勝晉級，有機會爭取銅牌，但退場時已經必須仰賴教練背負出場。據隊醫檢查表示有可能韌帶斷裂，建議放棄比賽，但是蘇麗文表示要繼續。銅牌戰對手為克羅埃西亞選手馬丁娜·祖布契奇，蘇麗文已經無法用左腳站立，只用右腳單腳支撐身體的重量，以受傷的左腳進攻。比賽過程中蘇麗文多次又因傷痛跌倒，教練與防護員數度上場，裁判主動詢問蘇麗文是否願意退出比賽，但她堅持要奮戰到底。三局結束，雙方4:4平手，進入第四局延長驟死賽，克羅埃西亞選手先有效攻擊得分，終於獲勝，蘇麗文落敗居第四名。據統計，蘇麗文在對戰過程中跌倒了11次，每一次都重新站起來，一直奮戰到最後一局。會後檢查，蘇麗文左膝十字韌帶與前副韌帶撕裂傷，左腳第四根腳趾骨折，必須返台動手術矯治。
根據台灣民視轉播奧運賽事的記者陳建君表示，在蘇麗文準備北京奧運的訓練時，她的父親被診斷出罹患鼻咽癌，兩人約定好，在台灣的父親要力抗癌症病魔，而遠征北京的女兒要全力爭取金牌，兩人一同奮鬥。
蘇麗文奮戰不懈，最終落敗後已無法自己行走出場，而須由教練背負。中國大陸媒體中新社以「最長的七分鐘，台北跆拳道選手蘇麗文感動全場」為標題報導，中國大陸官方通訊社新華社的照片標題更以「跆拳道：頑強蘇麗文，輸掉比賽贏得尊敬」，來讚揚蘇麗文奮戰到底的精神。
中華民國總統馬英九特別電致蘇麗文，嘉勉她奮戰不懈的精神深深感動了台灣人，比得到金牌更令國人驕傲。民進黨立委薛凌、蔡同榮更建議政府，應以符合「對國家社會貢獻卓著之非公務員或外籍人士」的規定，頒予蘇麗文「卿雲勳章」，並將蘇麗文英勇的典範，納入中小學教材，鼓舞學生效法。

## 出賽紀錄

### 國內賽
- 1998全國中正盃第五量級金牌
- 2007全國大專校院運動會女子甲組輕量級（59-63公斤）金牌[3]

### 國際賽
- 2002年世界大學跆拳道錦標賽冠軍
- 2002年釜山亞運跆拳道第五量級第五名
- 2002年亞洲跆拳道錦標賽亞軍
- 2004年亞洲跆拳道錦標賽季軍
- 2004年世界大學跆拳道錦標賽冠軍
- 2005年世界跆拳道錦標賽銀牌
- 2006年南韓跆拳道公開賽銀牌
- 2006年杜哈亞運跆拳道63公斤級金牌
- 2007年世界跆拳道錦標賽，未能晉級八強賽
- 2007年世界大學生運動會跆拳道第五量級金牌[4]
- 2008年北京奧運跆拳道57公斤級殿軍

## 外部連結
蘇麗文的Instagram帳戶